# كاري ستيفنز
كاري ستيفنز (بالإنجليزية: Carrie Stevens)‏ هي عارضة وكاتبة سيناريو وممثلة أمريكية، ولدت في 1 مايو 1969 في الولايات المتحدة.

## أعمال

### مسلسلات
- بيفرلي هيلز 90210

## وصلات خارجية
- كاري ستيفنز على موقع IMDb (الإنجليزية)
- كاري ستيفنز على موقع ألو سيني (الفرنسية)
- كاري ستيفنز على موقع أول موفي (الإنجليزية)
- كاري ستيفنز على موقع قاعدة بيانات الأفلام السويدية (السويدية)
- كاري ستيفنز على موقع قاعدة بيانات الفيلم (الإنجليزية)
- كاري ستيفنز على موقع كينوبويسك (الروسية)